# Christuskapelle (Uder)

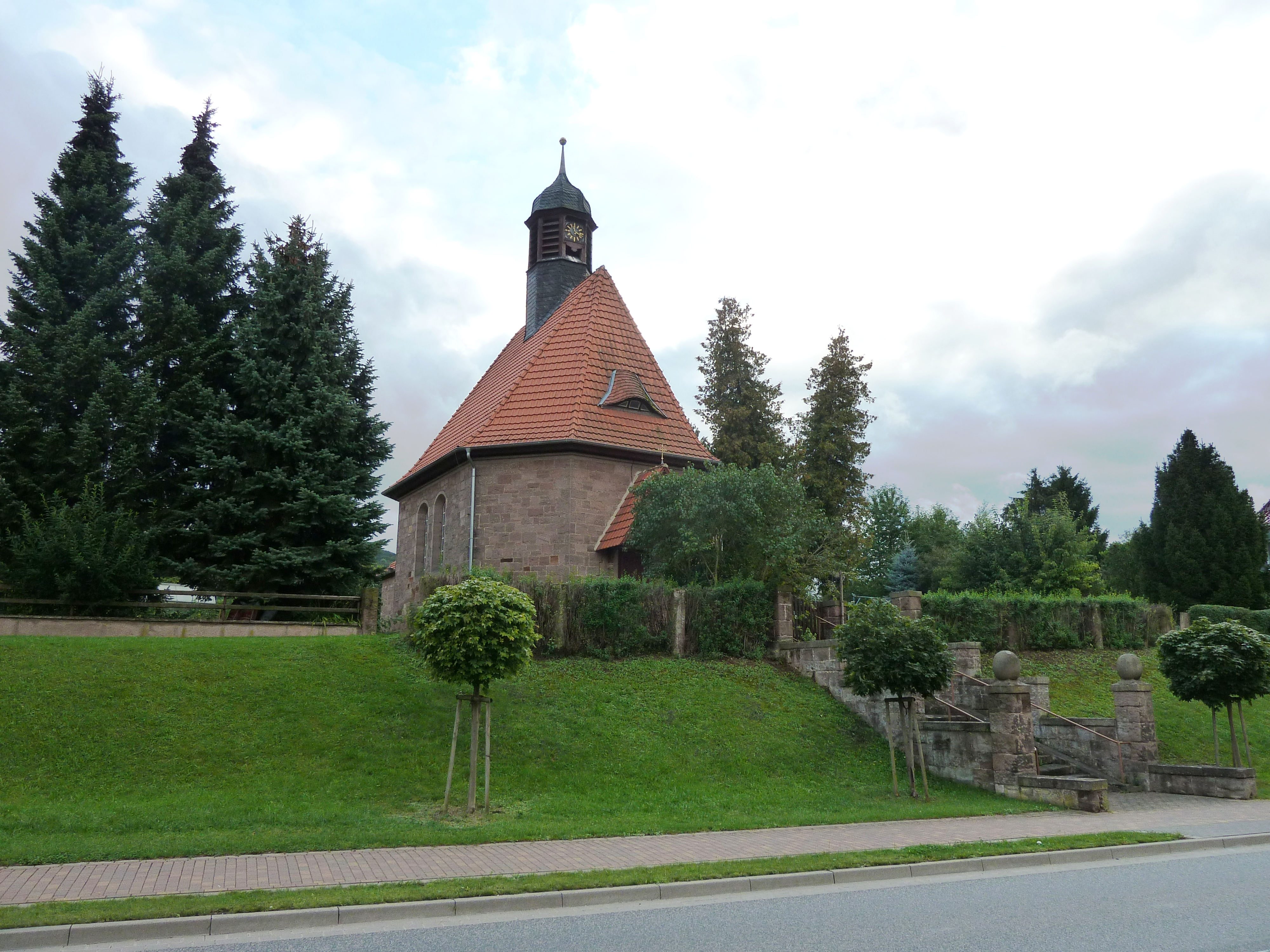
Christuskirche

Die evangelische Christuskapelle (Uder) steht in der Landgemeinde Uder im Landkreis Eichsfeld in Thüringen weithin sichtbar in zentraler Dorflage an der Straße der Einheit.

## Geschichte
Mit Beginn des 20. Jahrhunderts wuchs der Wunsch nach einem örtlichen Gotteshaus. Beim Bau der Christuskapelle wurde die Gemeinde von zahlreichen Stiftern und evangelischen Kirchgemeinden unterstützt. Der Kirchenkreis Bleicherode spendete die Glocke des Turmdachreiters. Die Turmuhr finanzierte die politische Gemeinde Uder. Der Kirchenkreis Wernigerode schenkte die Kanzel- und Altarbekleidung, aus Bad Liebenwerda kam das Kreuz, da der Liebenwerdaer Superintendent Eiselen einst als Diakon in Heiligenstadt den Gottesdienst in Uder eingeführt hatte. Die evangelische Gemeinde in Heiligenstadt stiftete zwei Kirchenfenster. Auch zur Vervollständigung der Inneneinrichtung wurde gespendet.
Am 29. Juni 1928 wurde die Kapelle als Filialkirche der evangelischen Gemeinde in Heiligenstadt eingeweiht.
Die Einrichtung der Christuskapelle ist nahezu vollständig erhalten.

## Orgel

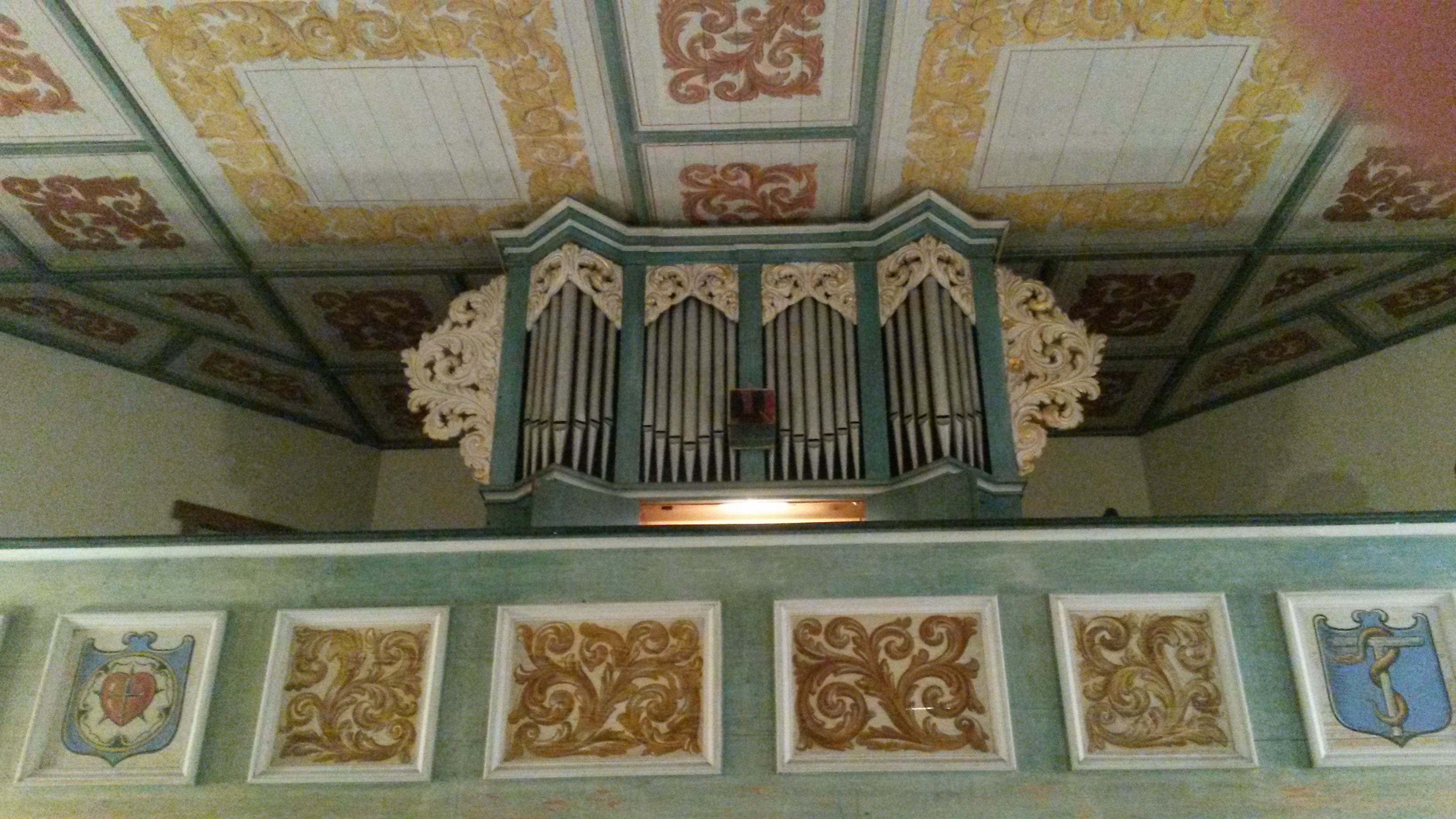
Orgel

Die Orgel der Kapelle wurde 1928 von Furtwängler & Hammer aus Hannover gebaut. Sie besitzt fünf Register, verteilt auf ein Manual und Pedal.
Die Disposition der Orgel lautet wie folgt:
| Manual C–a3    |    |
| Principal B/D  | 8′ |
| Salicional B/D | 8′ |
| Nachthorn B/D  | 4′ |
| Blockflöte B/D | 2′ |

| Pedal C–d1 |     |
| Zartbass   | 16′ |

- Koppeln: I 4′/I, I/P